# Historia del Partido Socialista de Chile
La Historia del Partido Socialista de Chile comienza el 19 de abril de 1933 con la fundación oficial del partido. No obstante, los primeros antecedentes históricos del pensamiento socialista chileno se remontan a mediados del siglo XIX, con la fundación de la Sociedad de la Igualdad por Francisco Bilbao Barquín y Santiago Arcos Arlegui. Alcanzó la presidencia de la República en 1970 con Salvador Allende, que fue uno de sus fundadores en 1933.
Tras el Golpe de Estado de 1973 fue declarado ilegal por la dictadura de Augusto Pinochet junto con el resto de los partidos políticos; y sus militantes y simpatizantes fueron exiliados,perseguidos y muchos asesinados, al igual que los militantes y simpatizantes de los otros partidos y movimientos que conformaban la Unidad Popular. Durante la dictadura del General Pinochet, se fraccionó en diversos grupos que en mayor o menor medida revisaron los planteamientos ideológicos históricos del PS, los que se habían acercado más al marxismo, derivando a posiciones socialdemócratas, no obstante el PS aún reconoce al marxismo como uno de sus componentes ideológicos constitutivos actualmente. Estas fracciones no volverían a unirse sino hasta el regreso de la democracia en 1990.
Tras el retorno a la democracia, los socialistas han vuelto a alcanzar al igual que Allende la presidencia de la República con la presidenta Michelle Bachelet en 2006 y 2014.

## Fundación y Declaración de Principios

Bandera del Partido Socialista de Chile.

El pensamiento socialista en Chile se remonta a mediados del siglo XIX, cuando Francisco Bilbao Barquín y Santiago Arcos Arlegui levantaron el discurso de la igualdad en la sociedad chilena. Estas ideas tomaron fuerza en el mundo obrero a principios del siglo XX y los ideales mutualistas, socialistas, anarquistas y comunistas se difundieron a través de la escritura y líderes como Luis Emilio Recabarren. Por otra parte, el impacto de la revolución bolchevique en Rusia dio nuevos impulsos a los movimientos revolucionarios, que en la década del veinte se identificaron con el movimiento comunista mundial, surgiendo el Partido Comunista de Chile.

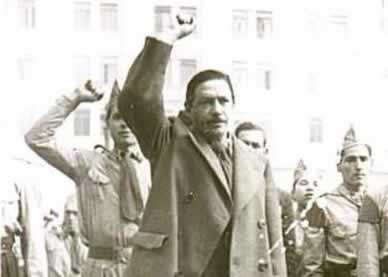
Oscar Schnake, fundador y Primer Secretario Ejecutivo.

La Gran Depresión de 1930 sumergió a los sectores populares y medios del país en una grave crisis que los llevó a simpatizar con las ideas socialistas, expresándose en la instauración de la breve República Socialista, de 1932. La idea de fundar un partido político que uniera a los diferentes movimientos que se identificaban con el socialismo cristalizó en la fundación del Partido Socialista de Chile, el 19 de abril de 1933.
De esta forma, en la calle Serrano 150, concurrieron 70 delegados: 14 delegados del Partido Socialista Marxista conducidos por Eduardo Rodríguez Mazer; 18 de la Nueva Acción Pública, liderados por el abogado Eugenio Matte Hurtado; 12 delegados de la Orden Socialista, cuyo principal exponente era el arquitecto Arturo Bianchi Gundian; y 26 representantes de la Acción Revolucionaria Socialista de Oscar Schnake para protocolizar el Acta de Fundación, su Programa de Acción Inmediata y elegir a su Primer secretario General Ejecutivo, Óscar Schnake.
Su Declaración de Principios (extractos) fue:
- El Partido Socialista adopta como método de interpretación de la realidad el marxismo, enriquecido y rectificado por todos los aportes científicos del constante devenir social.

- El régimen de explotación capitalista basado en la propiedad privada de la tierra, de los instrumentos de producción, de cambio, de crédito y de transporte, debe necesariamente ser reemplazado por un régimen económico socialista en que dicha propiedad privada se transforme en colectiva. La producción socializada se organiza, según una planificación científica, en beneficio de toda la comunidad y la distribución se realiza conforme a las necesidades colectivas y no con fines de lucro o beneficio particular.Uno de sus fundadores; Salvador Allende en uniforme de miliciano socialista.

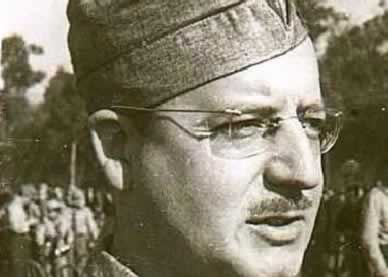
Uno de sus fundadores; Salvador Allende en uniforme de miliciano socialista.

- Durante el proceso de transformación total del sistema (capitalista), es necesario la acción de un gobierno revolucionario representativo de los trabajadores manuales e intelectuales. El nuevo régimen socialista sólo puede nacer de la iniciativa y de la acción revolucionaria de las masas laboriosas.

- La doctrina socialista es de carácter internacional y exige una acción solidaria y coordinada con los trabajadores del mundo. Para realizar este postulado el Partido Socialista propugnará la unidad económica y política de los pueblos de Latinoamérica para llegar a la Federación de las Repúblicas Socialistas del Continente, como primer paso hacia la Confederación Mundial.

- El socialismo lucha por conseguir, como primera fase de su acción, el establecimiento de un régimen que trace las líneas generales de una reestructura económica-social tendiente a desarrollar las fuerzas productivas, a superar el atraso social, técnico y cultural, y a eliminar la subordinación económica.

## Desde su fundación hasta el Frente Popular (1933-1941)

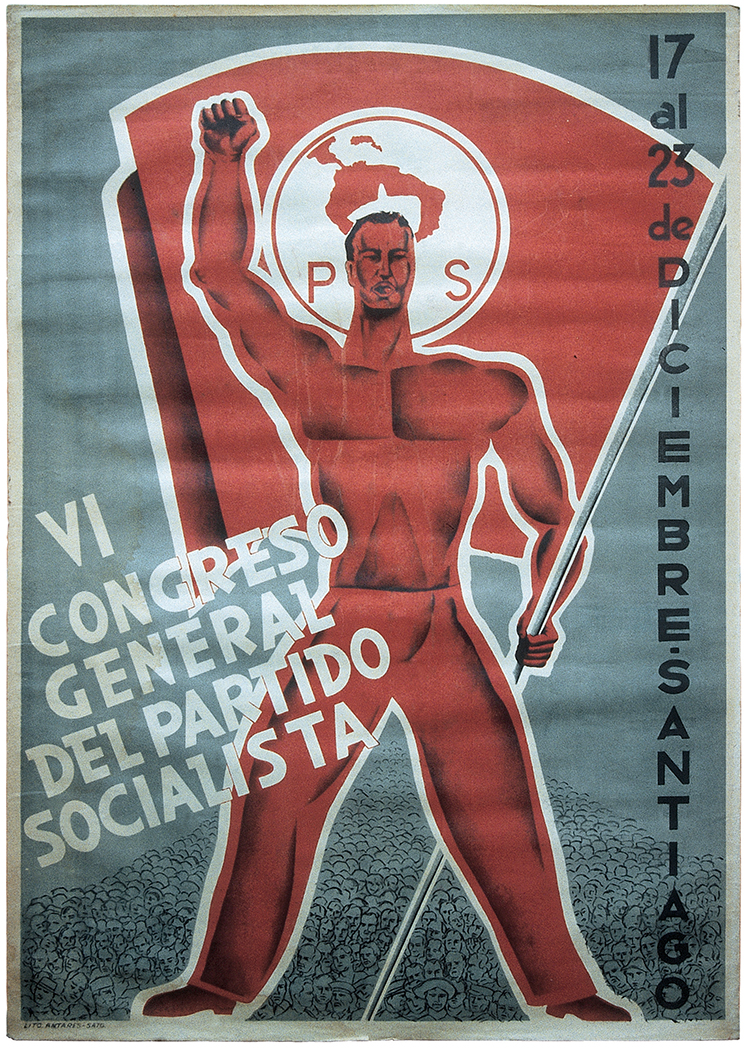
Afiche del VI Congreso General del PS, realizado en 1939.

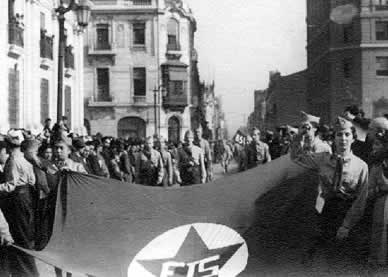
Marcha de la Federación Juvenil Socialista frente al Palacio de la Moneda.

El partido obtuvo rápidamente respaldo popular. Su estructura partidista exhibe desde el inicio algunas singularidades, tales como la creación de "brigadas" que agrupa a sus militantes según ámbito de actividad; brigadas que conviven junto a las orgánicas que se dan sus jóvenes militantes agrupados en la Federación de la Juventud Socialista (FJS), o las mujeres, organizadas en la Federación de Mujeres Socialistas (FMS). En la segunda mitad de los años 30 ingresan al partido la Izquierda Comunista, conformada por un sector trotskista escindido del Partido Comunista de Chile, liderado por Manuel Hidalgo Plaza e integrada por el periodista Oscar Waiss, el abogado Tomás Chadwick y el primer secretario del POS; Ramón Sepúlveda Leal, entre otros.
En 1934 los socialistas, junto con los radical-socialistas (grupo escindido del Partido Radical) y el Partido Democrático, constituyen el denominado "Block de Izquierda".
En la primera elección parlamentaria que participa (marzo de 1937) obtiene 22 representantes (19 diputados y 3 senadores), entre ellos su Secretario General Óscar Schnake Vergara, electo senador por Tarapacá-Antofagasta, colocándose el PS en un lugar destacado dentro de los conglomerados políticos de la época. En 1938 el PS participó en la formación del Frente Popular, retirando su candidato presidencial, el coronel Marmaduque Grove, y apoyando el candidato de los radicales y futuro presidente, don Pedro Aguirre Cerda.
Un grupo de socialistas, liderado por Ricardo A. Latcham y Amaro Castro Retamal, apoyó la candidatura de Carlos Ibáñez del Campo y formó la Unión Socialista. Tras la fallida postulación de Ibáñez, este partido se unió al Movimiento Nacional-Socialista de Chile y fundó la Alianza Popular Libertadora.
En el gobierno de Aguirre Cerda los socialistas obtienen los ministerios de Salubridad, Previsión y Asistencia Social (Salvador Allende); Fomento (Óscar Schnake); y Tierras y Colonización (Rolando Merino).

## Declinación y división socialista (1941-1948)

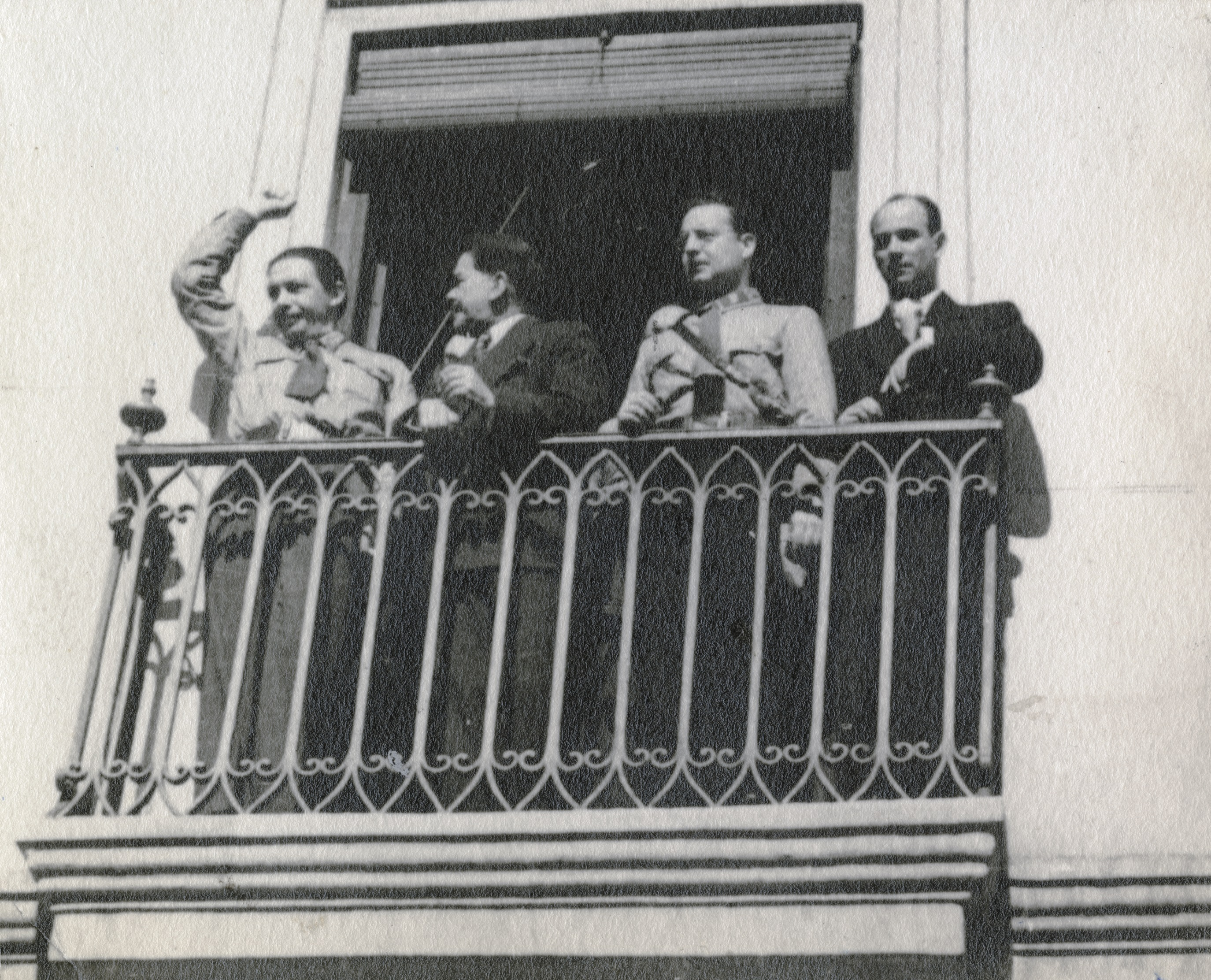
Óscar Schnake y Salvador Allende acompañando a Pedro Aguirre Cerda.

La primera división importante del socialismo ocurrió tras la elección de Aguirre Cerda, cuando un grupo de militantes disconformes cuestionan la presencia del partido en la "reformista" administración radical. Desde ahí surgió el Partido Socialista de los Trabajadores, que luego trasladó a la mayoría de sus integrantes al Partido Comunista.
La intervención del Partido Socialista en el gobierno llega a su fin el 15 de diciembre de 1940, debido a los continuos conflictos con las políticas de la alianza gobernante, principalmente con los comunistas. En las elecciones parlamentarias de marzo de 1941 el PS postula por fuera del Frente Popular y obtiene el 17,9% de los sufragios, 17 diputados y 2 senadores.
Luego de esta experiencia, los socialistas vuelven al Frente Popular (ahora denominada Alianza Democrática) apoyando la candidatura del radical Juan Antonio Ríos, en cuyo gobierno, donde participan además de radicales, democráticos, demócratas, también liberales y falangistas; Óscar Schnake vuelve a ocupar la cartera de Fomento y los socialistas Pedro Poblete Vera y Eduardo Escudero Forrastal asumen las carteras de Tierras y Colonización y Salubridad, Previsión y Asistencia Social, respectivamente.
Debido a esta política vacilante, la juventud del partido asume una actitud muy crítica, lo que le vale la expulsión de todo el Comité Central de la FJS, entre ellos Raúl Vásquez -su secretario general-, Raúl Ampuero, Mario Palestro y Carlos Briones. Esta situación acentuó las diferencias al interior de la colectividad. En el IX Congreso del PS del año 1943 Salvador Allende desplaza de la Secretaría General a Marmaduque Grove y retira al partido del gobierno de Ríos. Grove no acepta esta situación, es expulsado del PS y funda el Partido Socialista Auténtico. Estos conflictos provocan que, en las elecciones parlamentarias de marzo de 1945, el PS baje violentamente su votación a un 7% de los votos, disminuyendo significativamente su bancada parlamentaria.
Para las elecciones presidenciales del año 1946 la confusión en el socialismo es total. El PS decide levantar un candidato propio; su propio secretario general Bernardo Ibáñez, pero muchos militantes apoyan al candidato radical Gabriel González Videla, mientras el Partido Socialista Auténtico de Grove termina apoyando al liberal Fernando Alessandri.
Luego del fracaso de la candidatura de Ibáñez (obtiene apenas un 2,5% de los votos), las purgas continúan. En el XI Congreso Ordinario la corriente "revolucionaria" de Raúl Ampuero se impone y se le asigna al académico Eugenio González la confección del Programa del Partido Socialista en donde define su norte; La República Democrática de Trabajadores.
La promulgación, en 1948, de la Ley 8.987 "Ley de Defensa de la Democracia" que proscribe a los comunistas, vuelve a ser factor de división entre los socialistas. Bernardo Ibáñez, Óscar Schnake, Juan Bautista Rossetti , Julio Barrenechea y otros socialistas anticomunistas la apoyan con entusiasmo; mientras la directiva del partido dirigida por Raúl Ampuero y Eugenio González la rechaza.
El grupo anticomunista de Ibáñez es expulsado del PS y constituyen el Partido Socialista de los Trabajadores, sin embargo el Conservador del Registro Electoral le asigna al grupo ibañista el nombre de Partido Socialista de Chile, debiendo el grupo ampuerista adoptar el nombre de Partido Socialista Popular. Schnake y Barrenechea continuaron en política de manera independiente.
Hacia 1950, Bernardo Ibáñez se alejó del PS y dejó el partido en manos de Armando Mallet Simonetti, quien se acercó a los grupos procomunistas. Esto se concretó con la fusión de este sector con el Movimiento de Recuperación Socialista, facción del Partido Socialista Popular encabezada por Salvador Allende que se negó a respaldar la candidatura de Ibáñez del Campo.

## El Programa Socialista de 1947
"Por una República Democrática de Trabajadores"
(extractos)
La doctrina socialista no es un conjunto de dogmas estáticos, sino una concepción viva, esencialmente dinámica, que expresa en el orden de las ideas políticas las tendencias creadoras del proletariado mundial....
El socialismo no formula principios absolutos, de abstracta validez universal, ni se afirma tampoco en un concepto metafísico, y por lo mismo intemporal, de la naturaleza humana; parte de una consideración realista del hombre concreto, sujeto de necesidades siempre cambiantes y portador de valores siempre relativos, del hombre histórico y social que crea las condiciones objetivas de su propia vida y va siendo, a la vez, condicionado por ellas en el proceso de la existencia.
Como la naturaleza, todo en la Historia está sujeto a la ley de una incesante transformación. No hay instituciones definitivas, ni valores eternos.....El marxismo proporciona un método fecundo de interpretación sociológica. Impulsados por sus necesidades, los hombres hacen la historia, desarrollando fuerzas físicas y anímicas capaces de producir bienes culturales.
La Revolución de Octubre tiene, en la historia del movimiento proletario, una significación trascendental......Sin embargo, la política inicial de socialización del poder económico se fue convirtiendo en una mera estatilización que condujo progresivamente a un régimen de capitalismo de Estado, dirigido por una burocracia que ejerce el poder en forma despótica, sometiendo a una verdadera servidumbre a la clase trabajadora.....
Hay, por eso, una diferencia radical entre la posición teórica y práctica del socialismo revolucionario y la que ha asumido, en la realidad de los hechos, el comunismo soviético. El socialismo revolucionario lucha fundamentalmente por el establecimiento de un nuevo régimen de vida y de trabajo en que se den las mayores posibilidades de expansión de la personalidad humana. Medio indispensable para alcanzarlo es la sociabilización de los instrumentos de producción de cambio. Pero en ningún caso acepta la estatización burocrática del poder económico, porque ella conduce necesariamente a la esclavitud política de la clase trabajadora.
El socialismo revolucionario combate en todas partes la política comunista, porque ella vulnera los fines históricos del movimiento proletario y supedita las reivindicaciones de la clase trabajadora de los distintos países a las conveniencias específicas del Estado soviético en el plano de las relaciones con las grandes potencias. El socialismo defiende el sentido internacional del movimiento revolucionario de los trabajadores y no puede aceptar, por lo tanto, que se pretenda ponerlo al servicio de los intereses económicos, diplomáticos o estratégicos de ningún estado nacional.
En resumen, la trágica experiencia soviética ha demostrado que no se puede llegar al socialismo sacrificando la libertad de los trabajadores, en cuanto instrumento genuino de
toda creación revolucionaria y garantía indispensable para resistir las tendencias hacia la burocratización, la arbitrariedad y el totalitarismo. El sacrificio de las libertades en un
régimen colectivista conduce inevitablemente a inéditas formas sociales de carácter clasista y antidemocrático, del todo ajenas al sentido humanista y libertario del socialismo.
Producto genuino de la evolución económica y social de los pueblos modernos, el socialismo representa, en cambio, la continuidad orgánica de la cultura. El sentido profundo de su acción revolucionaria lo constituye una valorización integral de la persona humana....La técnica de producción creada por el hombre debe estar íntegramente al servicio de sus necesidades; el progreso de la economía no puede ser considerado como el objetivo final de sus esfuerzos, sino la base de su desarrollo cultural.
El socialismo es, en su esencia, humanismo. A la actual realidad del hombre, mecanizado como simple elemento productor por las exigencias del utilitarismo capitalista, opone el socialismo su concepción del hombre integral, en la plenitud de sus atributos morales y de sus capacidades creadoras. El socialismo recoge, pues, las conquistas políticas de la burguesía para darles la plenitud de su sentido humano. Por lo tanto, todo régimen político que implique el propósito
de reglamentar las conciencias conforme a cánones oficiales, siendo contrario a la dignidad del hombre, es también incompatible con el espíritu del socialismo. Ningún fin puede obtenerse
a través de medios que lo niegan: la educación de los trabajadores para el ejercicio de la libertad tiene que hacerse en un ambiente de libertad.
Para el socialismo, el concepto de clase trabajadora no está circunscrito a los sectores urbanos del proletariado industrial, sino se extiende a todos aquellos que no siendo poseedores de instrumentos de producción de riqueza material, obtienen sus medios de subsistencia en forma de sueldos, salarios, o remuneraciones directas, con el empleo de su capacidad personal de trabajo. La clase trabajadora es, en todos los países, la mayoría nacional. Así entendida, la clase trabajadora comprende desde los profesionales libres hasta los campesinos a jornal.
Para que la América Latina pueda influir en la conservación de la paz y en el destino de la civilización es necesario que deje de ser una expresión geográfica y se convierta en una realidad política. Consciente de ello, el socialismo lucha por la unidad continental, sobre la base de la formación de una economía orgánica antiimperialista. La política socialista en la América Latina tiene un doble significado: es el único medio eficaz para la emancipación de las masas obreras y campesinas y la única garantía cierta de nuestra independencia nacional y continental.

## El Frente de Trabajadores y Unidad Socialista (1948-1957)
Poco después de su XIII Congreso realizado en Santiago en junio de 1951, el Partido Socialista Popular proclamó como su abanderado presidencial a Carlos Ibáñez del Campo, lo que provocó el rechazo de los senadores Salvador Allende y Tomás Chadwick. Allende abandonó el partido y se unió al Partido Socialista de Chile, el cual, en conjunto con el Partido Comunista (proscrito) levantaron la candidatura del propio Allende en el llamado Frente del Pueblo. El triunfo de Ibáñez permitió a los socialistas populares tener en el gobierno importantes ministerios tales como el de Trabajo (Clodomiro Almeyda) y el de Hacienda (Felipe Herrera).

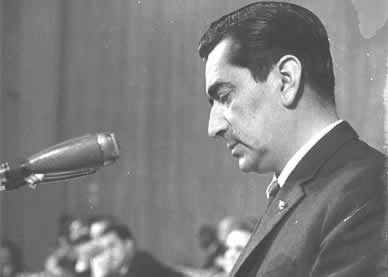
Raúl Ampuero, líder del Partido Socialista Popular.

Tras las elecciones parlamentarias de 1953; donde el PSP obtiene 5 senadores y 19 diputados, los socialistas populares abandonan el gobierno de Carlos Ibáñez del Campo y proclama la necesidad de establecer un Frente de Trabajadores, en unión con el Partido Democrático del Pueblo, los socialistas de Chile y los comunistas proscritos.
Finalmente, el 1 de marzo de 1956, los dos partidos socialistas (PSCH y PSP), el Partido del Trabajo (comunistas proscritos), el Partido Radical Doctrinario, el Partido Democrático del Pueblo y Partido Democrático firman el acta de constitución del Frente de Acción Popular (FRAP) con Salvador Allende Gossens como presidente de la coalición, la cual participa exitosamente en las elecciones municipales de abril de 1956.
Tras las elecciones parlamentarias de marzo de 1957 se llevó a efecto el llamado "Congreso de Unidad", donde confluyeron el Partido Socialista Popular dirigido por Rául Ampuero y el PSCH de Salvador Allende Gossens. Es electo como secretario general del Partido Socialista unificado; Salomón Corbalán.

## El FRAP y el triunfo de la Unidad Popular (1957-1970)
El 31 de julio de 1958 es derogada por el Congreso Nacional la Ley de Defensa Permanente de la Democracia y por lo tanto la proscripción del Partido Comunista. En las elecciones presidenciales de 1958, el abanderado del Frente de Acción Popular (FRAP), el socialista Salvador Allende, pierde estrechamente la elección presidencial ante Jorge Alessandri. A pesar de la derrota, la unificación del socialismo disponía de un nuevo líder, y Chile era uno de los pocos países del mundo en que una izquierda marxista tenía claras posibilidades de ganar la presidencia de la República a través de elecciones democráticas.

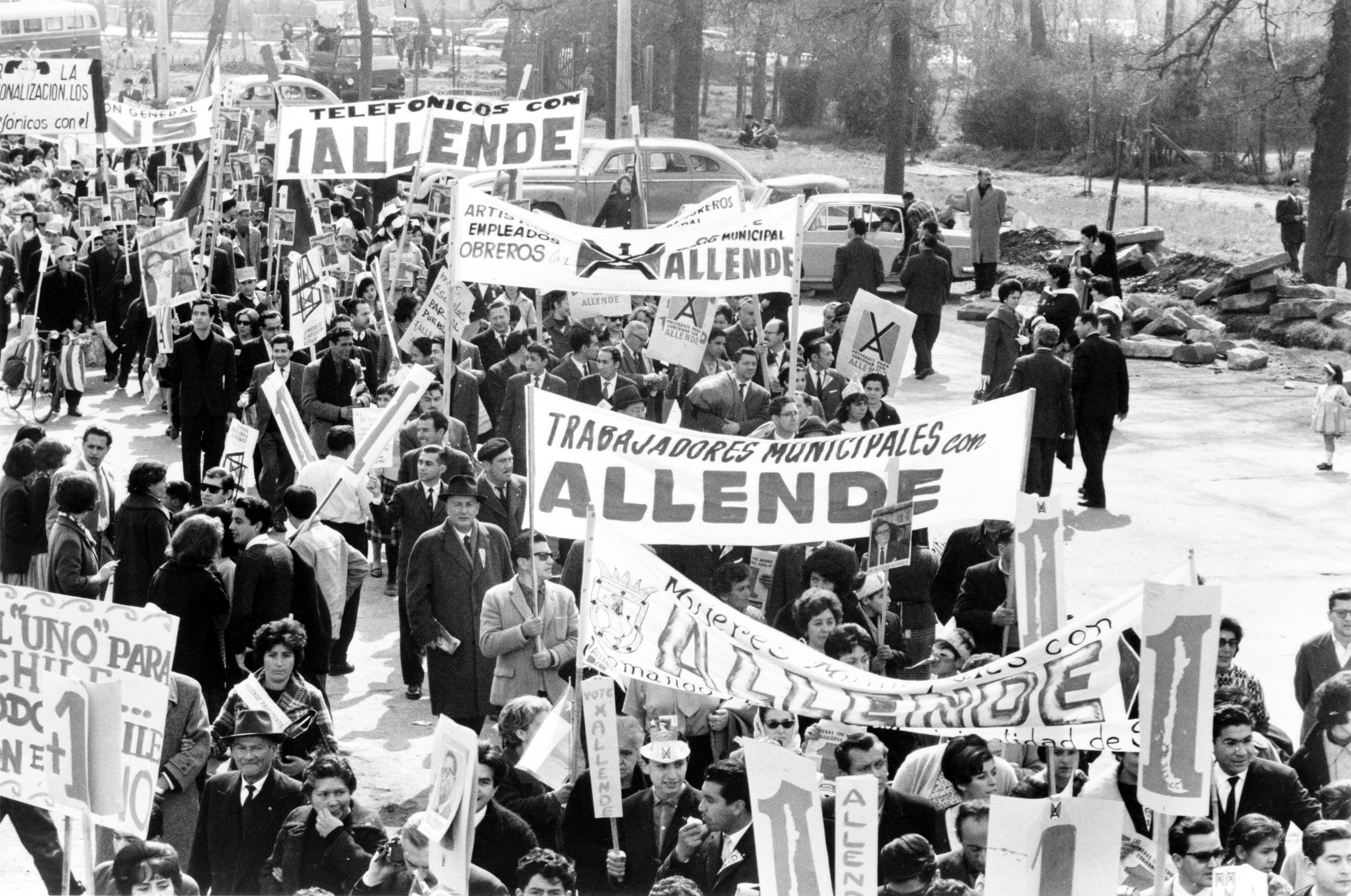
Imágenes de la campaña del FRAP en 1964.

El avasallador triunfo de Eduardo Frei Montalva sobre el candidato del FRAP Salvador Allende Gossens en las elecciones presidenciales de septiembre de 1964 provoca desmoralización entre los partidarios de la "vía chilena al socialismo". El Partido Democrático Nacional (Padena) abandona la coalición de izquierda; y la influencia de la revolución cubana y sobre todo de la "vía guerrillera" del Che Guevara se dejan sentir al interior del Partido Socialista.
Las discrepancias al interior del partido se perciben claramente. En julio de 1967, tras un tormentoso Pleno del Comité Central la dirección del partido expulsa a los senadores Raúl Ampuero y Tomás Chadwick, a los diputados Ramón Silva, Eduardo Osorio, Oscar Naranjo, Fermín Fierro, Andrés Aravena y Alfredo Hernández, al Secretario General de la Juventud Socialista Ángel Hoces Salas y al Secretario General de la CUT Oscar Nuñez, quienes junto con Jaime Ahumada, Sergio Barría, Olivia Mora, Mario Garay y algunos cientos de militantes fundan la Unión Socialista Popular (USOPO). Sin embargo privaron los sentimiento de unidad al acercarse las elecciones de 1970 y ambos grupos socialistas terminaron por fundirse discretamente.
En el XXII Congreso, realizado en Chillán en noviembre de 1967, se produce una radicalización de la línea política, propiciada por el parlamentario Carlos Altamirano Orrego y el dirigente de la Confederación Campesina Ranquil, Rolando Calderón Aránguiz, jefe de la facción "elenos"; al definir al partido como "marxista-leninista" y declarar como inevitable y legítima la "violencia revolucionaria" como un medio para obtener el poder político y económico.
En el año 1969, el escepticismo por la "vía chilena al socialismo" era mayoritaria en el Comité Central del PS. Salvador Allende Gossens fue proclamado precandidato presidencial de su partido con 13 votos a favor y 14 abstenciones, entre ellas la de su secretario general, Aniceto Rodríguez, de Carlos Altamirano Orrego y de Clodomiro Almeyda Medina. Sin embargo, la candidatura de Allende galvanizó a las fuerzas de izquierda, quienes constituyeron, en octubre de 1969, la Unidad Popular, coalición del Partido Socialista, Partido Comunista, Partido Radical, Movimiento de Acción Popular Unitaria (escisión del Partido Demócrata Cristiano) y ex ibañistas agrupados en la Acción Popular Independiente, alianza que culminó con el triunfo presidencial de septiembre de 1970.

## Gobierno de la Unidad Popular y Golpe de Estado (1970-1973)

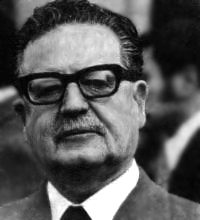
Salvador Allende Gossens.

El 24 de octubre de 1970 Salvador Allende Gossens fue proclamado oficialmente Presidente de la República de Chile. Hubo expectativa mundial; accedía al poder una coalición y un mandatario marxistas con el compromiso explícito de construir el socialismo respetando los mecanismos democráticos e institucionales.
La postura del PS en el inicio del gobierno de la UP se radicalizó con la llegada a la dirección del partido, electo en el XXIII Congreso, realizado en La Serena en enero de 1971, del senador Carlos Altamirano Orrego, quien proclamó que el partido debe transformarse en "la vanguardia chilena en la marcha hacia el socialismo".
En las elecciones municipales de abril de 1971, la coalición izquierdista alcanza la mayoría absoluta en la elección de regidores, lo que lleva a una polarización creciente debido a la alianza de la Democracia Cristiana con los sectores de derecha del país. El retiro del Partido Izquierda Radical del gobierno, con sus 6 diputados y 5 senadores, genera que el gobierno de Allende se quede con menos de un tercio de ambas cámaras del parlamento.
En las elecciones parlamentarias de marzo de 1973, la coalición gobernante Unidad Popular logró bloquear la iniciativa de la opositora Confederación de la Democracia de promover una acusación constitucional contra el presidente Allende, al no obtener esta última los dos tercios de los votos requeridos. Hasta el golpe de Estado de 1973, la sede del Comité Central del PS estaba en San Martín 142.
Sin embargo, los graves problemas económicos que enfrentaba el gobierno profundizaron la división política del país. El Partido Socialista, que había logrado su mejor votación histórica, se opuso, junto con el Movimiento de Acción Popular Unitaria, a cualquier diálogo con la oposición. De esta forma, se produjo el 11 de septiembre de 1973 un golpe militar. El presidente Salvador Allende se negó a dejar el poder, suicidándose ese mismo día en su despacho del Palacio de La Moneda, el cual se encontraba sometido a un intenso bombardeo aéreo. Allí entregó su última alocución.

Ante estos hechos, sólo me cabe decirle a los trabajadores: ¡Yo no voy a renunciar! Colocado en un tránsito histórico, pagaré con mi vida la lealtad del pueblo. Y les digo que tengo la certeza de que la semilla que entregáramos a la conciencia digna de miles y miles de chilenos, no podrá ser segada definitivamente.

	Tienen la fuerza, podrán avasallarnos, pero no se detienen los procesos sociales ni con el crimen... ni con la fuerza. La historia es nuestra y la hacen los pueblos... El pueblo debe defenderse, pero no sacrificarse. El pueblo no debe dejarse arrasar ni acribillar, pero tampoco puede humillarse.
	Trabajadores de mi patria: tengo fe en Chile y su destino. Superarán otros hombres este momento gris y amargo, donde la traición pretende imponerse. Sigan ustedes sabiendo que, mucho más temprano que tarde, de nuevo abrirán las grandes alamedas por donde pase el hombre libre para construir una sociedad mejor.
	¡Viva Chile! ¡Viva el pueblo! ¡Vivan los trabajadores!

	Estas son mis últimas palabras y tengo la certeza de que mi sacrificio no será en vano. Tengo la certeza de que, por lo menos, habrá una lección moral que castigará la felonía, la cobardía y la traición.
Salvador Allende, 11 de septiembre de 1973

## Fracaso, represión y dispersión socialista (1973-1979)
El golpe de Estado fue devastador para la organización del Partido Socialista. A las pocas semanas del golpe, 4 miembros de su Comité Central y 7 secretarios regionales del PS habían sido asesinados. Otros 12 miembros de su Comité Central estaban encarcelados, mientras los restantes miembros debían refugiarse en embajadas, exiliarse o pasar a la clandestinidad. Su secretario general Carlos Altamirano logró escapar de Chile y apareció en La Habana el 1 de enero de 1974, en el acto de aniversario de la Revolución Cubana.
La falta de experiencia en el trabajo subterráneo durante la proscripción y represión produjo la desarticulación de la Dirección Interior clandestina del partido. Los servicios secretos de la dictadura militar se infiltraron y uno a uno fueron detenidos sus principales dirigentes: Exequiel Ponce Vicencio, Carlos Lorca Tobar, Ricardo Lagos Salinas y Víctor Zerega Ponce. Sus cuerpos jamás han sido encontrados. Desde entonces y hasta fines de la década de los años 70, otro de los principales sectores del partido socialista fue la Coordinadora Nacional de Regionales (CNR), facción socialista que discrepó de la Dirección Interior y con el Secretariado Exterior afincado en Berlín oriental, principalmente a raíz de la publicación y discusión del Documento de Marzo. La CNR aglutinó a los principales regionales del PS reconstituidos luego de la represión desatada contra los partidarios del gobierno de Salvador Allende tras el golpe militar de 1973. Los principales regionales reconstituidos fueron: el Regional Santiago Centro, el Regional Santiago Cordillera, el Regional Valparaíso y los regionales Concepción, Talcahuano y del Carbón en la zona del Bío Bío. La CNR tuvo presencia en todas las comunidades de exiliados chilenos en América, Europa, África y Australia. Otras fracciones socialistas que operaron en ese mismo periodo fueron la Comisión para el Consenso (ex Militantes Rojos), La Chispa (provenientes del MR-2). Además, a finales de los años setenta, afloraron nuevos grupos socialistas como la Tendencia Humanista, el MAS, el Movimiento Recuperacionista y sectores de la antigua USOPO.
Otras víctimas de la represión fueron el exministro del Interior, José Tohá González y el exministro de Defensa Nacional, Orlando Letelier del Solar. Lentamente el análisis autocrítico de las consecuencias de la derrota de la Unidad Popular, unida a la experiencia de los refugiados en los "socialismos reales" de Europa Oriental, al contacto permanente con la socialdemocracia europea occidental y a la estrategia a seguir contra la dictadura de Augusto Pinochet provocó profundos disensos al interior de su organización exterior, cuya dirección central estaba en la República Democrática Alemana.
En febrero de 1979, en el Tercer Pleno de la Dirección Interior, decidió expulsar a Carlos Altamirano del cargo máximo y nombró a Clodomiro Almeyda como nuevo secretario general y Galo Gómez como subsecretario; además fueron expulsados del partido Jorge Arrate, Jaime Suárez, Luis Meneses y Erich Schnake bajo los cargos de ser "elementos representativos de los resabios de un pasado en trance de superación y que testimonian la supervivencia de núcleos irreductibles y resistentes al desarrollo cualitativamente superior de una auténtica vanguardia revolucionaria".
Altamirano no aceptó esta situación, declaró la reorganización del partido y convocó a un congreso. El XXIV Congreso se realizó en Francia en 1980 y en él Altamirano declaró: "Sólo la renovación muy profunda y rigurosa de definiciones y propuestas de acción, de lenguaje, de estilo y métodos de "hacer política" harán efectiva nuestra acción revolucionaria (...) Ello no nos obliga a "refundar" el Partido Socialista de Chile. Significa, sí, "renovarlo", entenderlo como nuestro más precioso instrumento de cambio, como una opción de poder, como una alternativa de transformación"

## Lucha contra la dictadura; las dos estrategias (1979-1988)
En los años 1980 las facciones socialistas resurgieron como activas opositoras al régimen de Augusto Pinochet. Un sector, el de los llamados "socialistas renovados", fundó la "Convergencia Socialista", alianza a la que concurrieron el Movimiento de Acción Popular Unitaria, el MAPU Obrero Campesino y la Izquierda Cristiana y buscó, en conjunto con el Partido Demócrata Cristiano, a través de "métodos no rupturistas", el término de la dictadura. El otro sector (mayoritario entre los militantes socialistas del interior del país) promulga, para igual fin, en conjunto con el Partido Comunista, el Movimiento de Izquierda Revolucionaria y el Partido Radical de Anselmo Sule, la línea de la "rebelión popular".
Tras la Primera Jornada de Protesta Nacional contra el régimen de Pinochet, ocurrida el 11 de mayo de 1983, las actividades de las distintas facciones del Partido Socialista se intensificaron.
El PS XXIV Congreso-Altamirano (o "renovados"), dirigido en un comienzo por Carlos Briones y posteriormente por Ricardo Núñez Muñoz, concurrió a la fundación de la Alianza Democrática, coalición de demócratacristianos, radicales de Silva Cimma, y sectores de la derecha democrática y republicana, la cual convocó a la Cuarta Jornada de Protesta Nacional (11 de agosto de 1983) y propició, en septiembre de 1983, la formación del Bloque Socialista, primer intento de unificación del socialismo chileno, bajo la consigna "¡Democracia Ahora!".
En tanto el PS-Almeyda, en conjunto con el Partido Comunista, radicales de Aníbal Palma y el Movimiento de Izquierda Revolucionaria fundaron el 6 de septiembre de 1983 el Movimiento Democrático Popular (MDP), el cual llamó a la Quinta Jornada de Protesta Nacional.
Dentro del PS-Almeyda también existían divisiones entre el grupo que pretendía derrocar a la dictadura pacíficamente (negociandamente) y entre quienes pregonaban todas las formas de lucha y por la construcción de un Chile Democrático y Popular. Estos últimos estaban agrupados en un sector conocido como "Partido Socialista Dirección Colectiva" o "Los Comandantes". También en esa posición se encontraba un grupo de militantes que se había escindido en el exilio para formar el Partido Socialista Salvador Allende, a causa de los aires revisionistas que se avizoraban en las cúpulas del partido radicadas en Europa. Esta fracción allendista, que se unió en Chile con sectores izquierdistas del Partido y la Juventud Socialista, implementó un amplio plan de retorno de sus dirigentes al país en 1985 luego del Pleno de Buenos Aires y agrupaba a los militantes del tronco histórico del socialismo chileno, fieles defensores de los principios fundacionales del PS, de su carácter marxista, revolucionario y de izquierda que había mantenido hasta el golpe de 1973 y en la clandestinidad y contaba entre sus filas con militantes que resistieron  con las armas el Golpe Militar, en su calidad de miembros de estructuras partidarias especializadas. Algunos de sus integrantes venían de la corriente del ELN dentro del partido.
Por su parte, algunos miembros del PS que no salieron al exilio, se agruparon en el PS-Coordinadora Nacional de Regionales (CNR), que también se encontraba en una posición de reconstruir un partido de cuadros políticos y de sólida convicción de partido de clase.
La firma del Acuerdo Nacional para la Transición a la Plena Democracia a finales de agosto de 1985, entre la Alianza Democrática y sectores de derecha afines a la dictadura militar profundizó la división de la izquierda chilena. Al enfoque gradualista de transición hacia la democracia se opone la vía político-militar de los sectores más radicalizados, cuyo principal exponente es el Frente Patriótico Manuel Rodríguez (FPMR).
Al PS "revisionista o renovado", ahora dirigido por Carlos Briones, se le sumó el MAPU Obrero Campesino, cuyas principales figuras fueron Jaime Gazmuri, Jorge Molina y Jaime Estévez.
En septiembre de 1986, la vía política-militar de la "lucha de masas rupturista con perspectiva insurreccional" fue definitivamente abortada tras el fracaso de la "Operación Siglo XX", como se conoce al intento de asesinato de Pinochet por parte del FPMR. Dentro del propio PS de Chile (Almeyda), sus sectores revisionistas, conciliadores y oportunistas comenzaron a tomar el control del PS y comenzaron a distanciarse del Partido Comunista, al considerar algunos de sus principales dirigentes, entre ellos Germán Correa Díaz, Luciano Valle Acevedo y Ricardo Solari, que la idea del derrocamiento de la dictadura es una estrategia inviable.
De esta forma se impone en la izquierda socialista la tendencia que una "salida negociada" al conflicto no puede encontrarse al margen de las condiciones creadas por la Constitución de 1980.
El 8 de septiembre de 1986 el partido fue uno de los firmantes del documento Bases de Sustentación del Régimen Democrático, que consistía en una ampliación y profundización del Acuerdo Nacional para la Transición a la Plena Democracia de 1985, y que daría origen en noviembre de 1986 al Acuerdo Nacional Democrático, coalición política de corta duración.
En marzo de 1987, Clodomiro Almeyda ingresó clandestinamente a Chile y se presentó ante la justicia para regularizar su situación. El líder socialista fue deportado a Chile Chico, condenado y despojado de sus derechos ciudadanos.
En abril de 1987, Ricardo Núñez, nuevo líder del socialismo "renovado" anunció en el 54° Aniversario del PS:
"A Pinochet no lo vamos a sacar del escenario político por las armas, Lo derrotaremos en las urnas (...) Nosotros estamos convencidos de que el pueblo va a detener a Pinochet a través de las urnas. Que vamos a construir ese ejército de siete millones de ciudadanos para enfrentar las distintas alternativas del panorama político chileno". El 22 de abril de 1987 se anunció la fusión del PS-Almeyda y el PS-Unitario.
En diciembre de 1987 el socialismo renovado, junto con militantes de otras corrientes que tenían el objetivo común de lograr el retorno a la democracia, fundaron el Partido por la Democracia (PPD), un partido "instrumental" que sirviera como herramienta para habilitar legalmente a las fuerzas democráticas para participar en el plebiscito de 1988 y en las elecciones siguientes.
Se designó a Ricardo Lagos como su presidente y a él adhirieron algunos radicales, mapucistas, comunistas disidentes, e incluso liberales demócratas.
El 2 de febrero de 1988 se formó la Concertación de Partidos por el No, a la que se adhirieron 17 partidos y movimiento políticos chilenos, entre ellos los que formaban la Alianza Democrática, el PS-Almeyda y la Izquierda Cristiana. La dirección política de la campaña recayó en el líder demócratacristiano Patricio Aylwin y el del PPD, Ricardo Lagos, la cual culminó exitosamente con los resultados del plebiscito del 5 de octubre de 1988, en donde cerca del 56% de los votos válidamente emitidos rechazaron la idea de que Augusto Pinochet continuara como Presidente de la República hasta 1997.

## Unidad Socialista; Unidad Democrática (1988-1990)

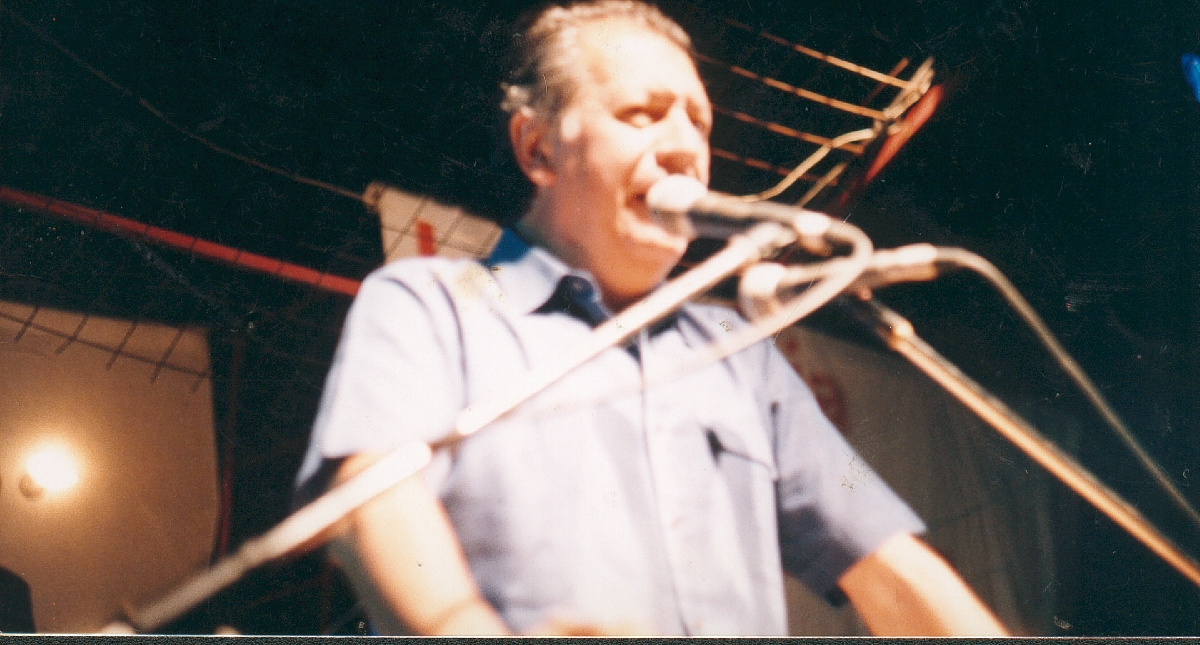
Ricardo Lagos durante su campaña a senador por Santiago Poniente, en las elecciones de 1989 en Chile.

Después del plebiscito de octubre de 1988, la Concertación exigió una reforma constitucional que eliminara los "enclaves autoritarios" de la Constitución de 1980.
Esta aspiración de la oposición democrática fue parcialmente acogida por el gobierno autoritario mediante el plebiscito del 30 de julio de 1989, en donde se aprobaron 54 reformas a la Constitución vigente, entre ellas la derogación del controversial artículo 8°, el cual sirvió de base para la exclusión de la vida política del líder socialista Clodomiro Almeyda.
En noviembre de 1988 el PS-Almeyda, la Izquierda Cristiana y el Partido Comunista, entre otras organizaciones de izquierda crearon un partido "instrumental" denominado Partido Amplio de Izquierda Socialista (PAIS), con Luis Maira como presidente y Ricardo Solari como secretario general.
En mayo de 1989, el PS "renovado" realizó (en un hecho inédito en la historia del socialismo chileno) elecciones internas por votación secreta de su militancia en todo el territorio nacional. Se impuso la lista de Jorge Arrate y Luis Alvarado por sobre las listas competidoras de Erich Schnake y Akím Soto; y de Heraldo Muñoz (este último apoyado por la tendencia interna de Ricardo Lagos).
La lista ganadora de Jorge Arrate representó la tendencia de la "renovación socialista", partidaria de una alianza permanente con la Democracia Cristiana en el marco de la Concertación y firme defensora de la unificación del partido, a contrario de las otras corrientes internas, más escépticas en esta última materia. Finalizadas las elecciones se convocó al XXV Congreso, que se realizó en la localidad de Costa Azul, y en el cual se tomó la trascendental determinación para el socialismo chileno de abandonar su aislacionismo tradicional e incorporarse a la Internacional Socialista.
En junio de 1989, la Concertación designó al demócratacristiano Patricio Aylwin como su abanderado para la elección presidencial. Aylwin se había impuesto en las elecciones internas de su partido a los precandidatos Gabriel Valdés y Eduardo Frei Ruiz-Tagle y recibió, a las pocas semanas de su elección, la adhesión de los radicales de Enrique Silva Cimma y del propio PS-Almeyda. Finalmente el PS-Arrate (o "renovado") bajó a su candidato Ricardo Lagos y se sumó a la candidatura de quien fuera uno de los principales adversarios del gobierno de la Unidad Popular, siendo presidente del Partido Demócrata Cristiano.
La candidatura de Aylwin se impuso fácilmente en las elecciones presidenciales de 1989, con más del 55% de los votos válidamente emitidos y el socialismo renovado sale fortalecido al ser elegidos 16 diputados del Partido por la Democracia, 13 de los cuales son militantes del PS-Arrate. En materia de senadores, son elegidos tres de sus militantes (Ricardo Núñez Muñoz, Jaime Gazmuri y Hernán Vodanovic), pero debió lamentar la derrota de Ricardo Lagos en su candidatura por Santiago Poniente.
El PS-Almeyda obtuvo un total de 7 diputados, dos de ellos elegidos vía Partido Amplio de Izquierda Socialista y 5 de ellos electos como independientes en la lista Concertación. En materia de senadores, fue elegido Rolando Calderón Aránguiz por Magallanes.
La caída del muro de Berlín el 9 de noviembre de 1989 afectó profundamente la izquierda chilena, especialmente en su sector más ortodoxo, lo cual aceleró el proceso de unidad del partido, la cual se concretó el 27 de diciembre de 1989. En dicha oportunidad se incorporó al PS Unificado el Movimiento de Acción Popular Unitaria encabezado por Oscar Guillermo Garretón.
Entre el 22 y el 25 de noviembre de 1990 se realizó el Congreso de Unidad Salvador Allende, donde se incorporaron al partido líderes históricos como Raúl Ampuero y Aniceto Rodríguez y la Izquierda Cristiana, encabezada por su presidente Luis Maira y sus dos diputados (Sergio Aguiló y Jaime Naranjo). En dicho Congreso fueron elegidos Jorge Arrate como presidente, Ricardo Núñez Muñoz como vicepresidente y Manuel Almeyda Medina como secretario general.
Hortensia Bussi, la viuda de Allende, mandó un mensaje al congreso partidario desde México:

"Saludo con profunda emoción la reunificación del Partido Socialista de Chile. Ustedes saben cúanto he esperado este momento, segura de que los compañeros de Salvador Allende superarían sus diferencias y reconstruirían la gran fuerza de izquierda democrática que Chile necesita"

## La Concertación bajo el liderazgo demócratacristiano (1990-2000)
Los primeros desafíos para el socialismo unificado fueron el ejercicio del poder y la relación de "doble militancia" que tenían los "socialistas renovados" en el PS y en el Partido por la Democracia. Finalmente, el Partido Socialista decidió inscribirse bajo su nombre y símbolos en los registros electorales y se le dio un plazo a sus militantes de dos años de optar por el PS o por el PPD. Un número relevante de socialistas "renovados" no volvieron al Partido Socialista, entre ellos Erich Schnake, Sergio Bitar, Guido Girardi, Jorge Molina, Vicente Sota, Víctor Barrueto y Octavio Jara.
En el ejercicio del poder, los socialistas Enrique Correa (como ministro Secretario General de Gobierno), Carlos Ominami (Economía), Germán Correa (Transporte), Ricardo Lagos y Jorge Arrate (Educación) y Luis Alvarado (Bienes Nacionales) integraron los gabinetes del presidente Patricio Aylwin, mientras que en la Cámara de Diputados los socialistas José Antonio Viera-Gallo y Jaime Estévez ejercen su presidencia.
En las elecciones de 1992 fue elegido presidente del PS Germán Correa, apoyado por el sector "renovado" de Ricardo Núñez Muñoz y la fracción "tercerista" del almeydismo, quien se impone a la candidatura de Camilo Escalona, Clodomiro Almeyda y Jaime Estévez, quienes representan una alianza entre el almeydismo tradicional y una fracción de los "renovados" de Jorge Arrate.
Para las elecciones presidenciales de 1993, la izquierda concertacionista (PS-PPD) levantó la candidatura de Ricardo Lagos, la cual fue derrotada por la candidatura demócratacristina de Eduardo Frei Ruiz-Tagle al obtener solamente el 36,6% de los votos de los 435.468 militantes y adherentes concertacionistas que participaron en las primarias del bloque gobernista, realizadas el 23 de mayo de ese año.
Bajo la presidencia de Frei Ruiz-Tagle, los socialistas ocupan importantes cargos en su primer gabinete; Interior (Germán Correa), Planificación (Luis Maira), Trabajo (Jorge Arrate) y Obras Públicas (Ricardo Lagos).
En las elecciones parlamentarias de diciembre de 1997 el Partido Socialista sufrió una fuerte derrota electoral, reduciendo sus diputados de 16 a 11 y sus senadores de 5 a 4, a la que se sumó la baja votación que obtuvo su presidente Camilo Escalona en las elecciones senatoriales de Santiago Poniente, con un magro 16% de los votos válidamente emitidos.
Con la detención del senador Pinochet en Londres, en octubre de 1998, el Partido Socialista se vio dramáticamente tensionado. Por un lado estaba el accionar de los ministros socialistas de Relaciones Exteriores; José Miguel Insulza y Juan Gabriel Valdés, que velan para que el exdictador vuelva a Chile, mientras un grupo importante de militantes socialistas, entre ellos Isabel Allende Bussi, Juan Pablo Letelier, Fanny Pollarolo y Juan Bustos Ramírez viajan a Londres para apoyar los trámites de extradición del juez Baltasar Garzón a España.
Para las elecciones presidenciales de 1999, el Partido Socialista, el Partido por la Democracia y el Partido Radical Socialdemócrata volvieron a presentar la candidatura de Ricardo Lagos, la cual se impuso a la candidatura del senador demócratacristiano Andrés Zaldívar con el 70,2% de los votos de un total de 1.403.070 de ciudadanos que participan en las primarias de la Concertación, realizadas el 30 de mayo de ese año.

## La Concertación bajo los gobiernos socialistas (2000-2010)

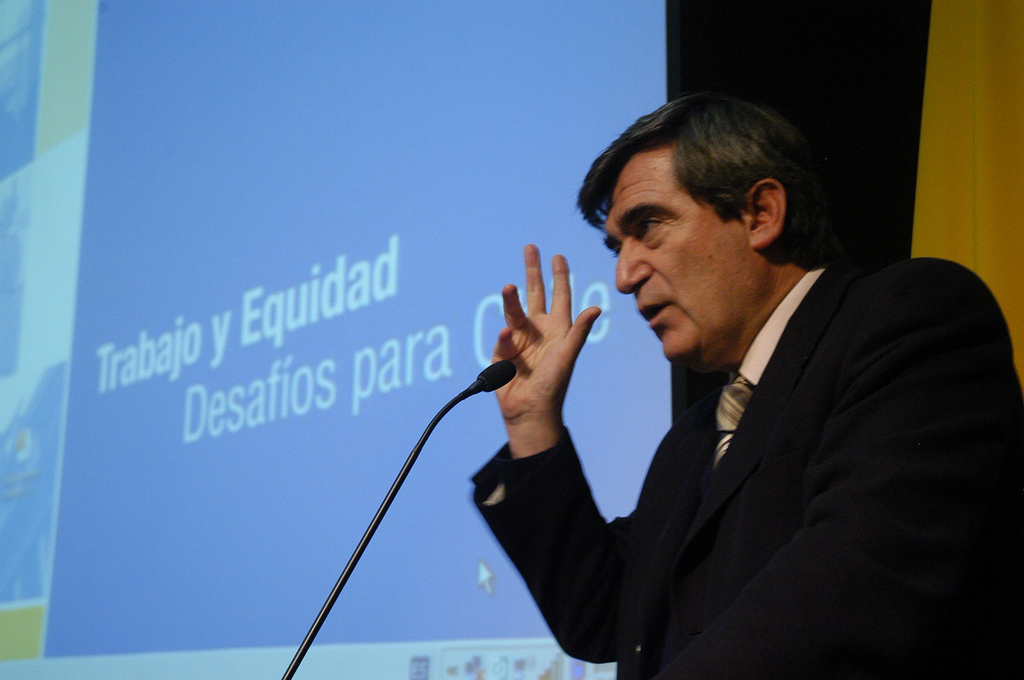
Camilo Escalona ha desempeñado tres veces el cargo de presidente del PS, 1994-1998, 2000-2003, y 2006-2010.

En enero de 2000, luego de 30 años, otro simpatizante del partido alcanzó la presidencia de la República: Ricardo Lagos Escobar (no obstante, en estricto sentido legal, él es militante de otro partido, el Partido por la Democracia), el cual se ha impuesto en segunda vuelta por el 51,3% al candidato de la derecha Joaquín Lavín.
En el primer gabinete de Lagos son nombrados ministros los socialistas José Miguel Insulza (Interior), Ricardo Solari (Trabajo), Carlos Cruz (Obras Públicas) y Michelle Bachelet (Salud).

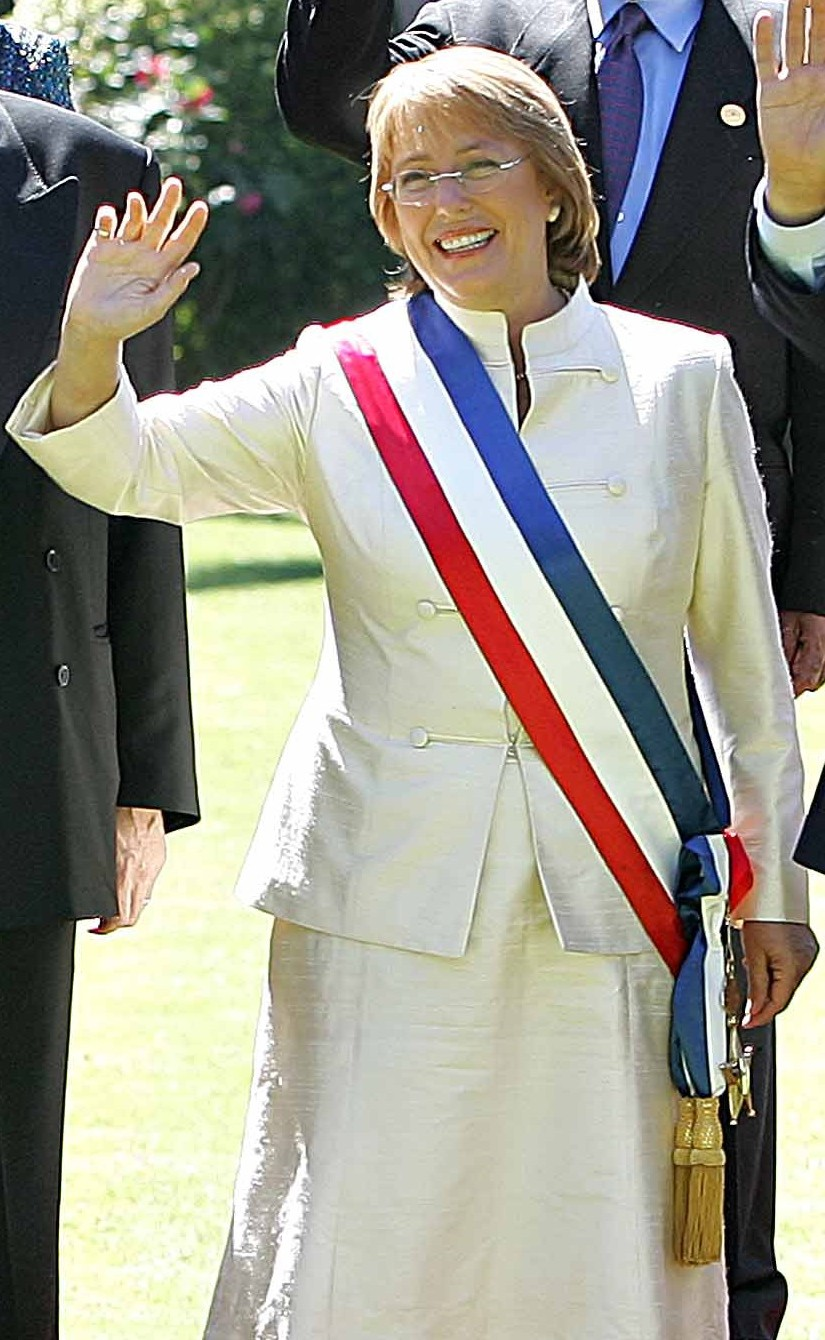
Michelle Bachelet con la banda presidencial.

Las elecciones parlamentarias de 2001 trajeron resultados mediocres para el socialismo chileno y para la Concertación. El PS sólo logra aumentar su número de parlamentarios en 1 diputado y 1 senador, en tanto la Concertación disminuye su votación bajo el umbral del 50% por primera vez en su historia.
En septiembre de 2003, al cumplir 30 años del golpe, y bajo el título de "Nunca Más" el PS emitió un documento en donde asumía su responsabilidad política en los hechos:

"Está fuera de toda duda que el Presidente Allende mantuvo al respecto una actitud invariable e intachable (...) No obstante, los socialistas hemos señalado, y lo reiteramos, que no hicimos lo suficiente para defender el régimen democrático. Nos propusimos llevar a cabo un programa de cambios que no contaba con las mayorías parlamentarias y sociales necesarias, mantuvimos intransigencia en la materia y no prestamos al Presidente Allende el apoyo que necesitaba de su partido para conducir el gobierno por los derroteros que había definido".

Las elecciones parlamentarias de 2005 fueron favorables para el socialismo chileno y para la Concertación en su conjunto; el PS aumentó sus diputados elegidos de 12 a 15, pasó de 5 senadores a 8, constituyendo la bancada de senadores en ejercicio más alta en toda la historia del socialismo chileno; y finalmente fue elegida una de sus militantes Michelle Bachelet Jeria como la primera mujer presidente de Chile. La Concertación por su parte recuperó su hegemonía electoral como la única fuerza política con mayoría absoluta en ambas cámaras del parlamento.
Bachelet asumió como presidenta de Chile el 11 de marzo de 2006, siendo la primera mujer en la historia del país en ocupar el máximo cargo gubernamental y la cuarta de la Concertación de Partidos por la Democracia de un total de 20 años en el poder hasta 2010. A pesar de sus altas cifras de popularidad al inicio de su mandato, éstas bajaron a mediados del mismo considerablemente tras la Revolución Pingüina, la crisis del Transantiago y diversos conflictos dentro de la coalición de gobierno. Caracterizado por un "sello social", durante su gobierno se implementó una nueva Reforma Previsional y de la red de protección social, con el objetivo de ayudar a miles de chilenas y chilenos a mejorar su calidad de vida. Su mandato debió enfrentar la crisis económica mundial de 2008, repuntando sus cifras de popularidad gracias a la evaluación positiva que los chilenos hicieron respecto a su gestión, alcanzando índices históricos que ningún Jefe de Estado en el país haya tenido al momento de dejar el cargo, finalizando con un 84% de aprobación.
En el plano interno, las diferencias entre la directiva de Camilo Escalona y sectores disidentes se acentuaron. Entre 2008 y 2009, renunciaron al partido dirigentes como Jorge Arrate, el senador Alejandro Navarro y el diputado Marco Enríquez-Ominami.
En las elecciones parlamentarias de 2009, bajo el liderazgo de Camilo Escalona, el PS sufrió una gran derrota electoral al dejar de tener la primera fuerza en el Senado y al reducir de 15 a 11 sus diputados. Mientras, en las elecciones presidenciales, el candidato de la Concertación, el expresidente Eduardo Frei Ruiz-Tagle, perdió frente al candidato derechista Sebastián Piñera, poniendo así fin a veinte años de gobiernos concertacionistas.

## De vuelta a la oposición (2010-2014)
Luego de la renuncia de su timonel Camilo Escalona, fue elegido Osvaldo Andrade, diputado por el distrito 29 y exministro del Trabajo de la expresidenta Bachelet, teniendo como primera meta retomar las mayorías, tanto en las municipales como en las parlamentarias. Como oposición, el PS ha sido especialmente crítico del personalismo del presidente Sebastián Piñera y del déficit político que muestra el gobierno. A pesar de la creciente impopularidad del gobierno, debido a sucesos como las protestas en Magallanes contra el alza del precio del gas o las movilizaciones estudiantiles, la Concertación no pudo capitalizar ese descontento, y sus cifras de rechazo, según las encuestas, también aumentaron.
A pesar de la derrota, el PS se mantuvo en la Concertación, aunque para las elecciones municipales de 2012 hizo pacto con la Democracia Cristiana para su lista de concejales, mientras el Partido por la Democracia y el Partido Radical Socialdemócrata fueron en un bloque separado que incluyó al Partido Comunista y la Izquierda Ciudadana. 
En 2013, el PS se integró a la coalición Nueva Mayoría, la cual quedó conformada por los partidos restantes de la Concertación más el Partido Comunista, la Izquierda Ciudadana y el Movimiento Amplio Social. Presentó al candidatura de la expresidenta Michelle Bachelet.